# Liste des conjoints des souverains roumains
Cet article concerne les princesses et reines de Roumanie. Pour leurs époux, voir Liste des monarques de Roumanie.

Armoiries royales de la Roumanie (de 1881 à 1947).

L'article qui suit présente la liste des conjoints des princes, rois et prétendants au trône de Roumanie depuis 1859.

## Princesses de Roumanie

### Maison de Cuza
| Rang | Portrait      | Princesse                                                                       | Période                                             | Époux              | Maison                                      |
| ---- | ------------- | ------------------------------------------------------------------------------- | --------------------------------------------------- | ------------------ | ------------------------------------------- |
| 1    | Elena Rosetti | Elena Rosetti Née le 17 juin 1825 à Iași — Morte le 2 avril 1909 à Piatra Neamț | 24 janvier 1859 — 11 février 1866 7 ans et 18 jours | Alexandre-Jean Ier | Famille Rosetti (fille de Iordache Rosetti) |

### Maison de Hohenzollern-Sigmaringen
| Rang | Portrait          | Princesse                                                                     | Période                                                    | Époux     | Maison                                   |
| ---- | ----------------- | ----------------------------------------------------------------------------- | ---------------------------------------------------------- | --------- | ---------------------------------------- |
| 2    | Élisabeth de Wied | Élisabeth de Wied Née le 29 décembre 1843 à Pest — Morte le 2 mars 1916 à Spa | 15 novembre 1869 — 26 mars 1881 11 ans, 3 mois et 14 jours | Carol Ier | Maison de Wied (fille de Herman de Wied) |

## Reines de Roumanie

### Maison de Hohenzollern-Sigmaringen
| Rang | Portrait          | Reine                                                                                             | Période                                                      | Époux         | Maison                                                                     |
| ---- | ----------------- | ------------------------------------------------------------------------------------------------- | ------------------------------------------------------------ | ------------- | -------------------------------------------------------------------------- |
| 1    | Élisabeth de Wied | Élisabeth de Wied Née le 29 décembre 1843 à Pest — Morte le 2 mars 1916 à Spa                     | 26 mars 1881 — 10 octobre 1914 33 ans, 6 mois et 14 jours    | Carol Ier     | Maison de Wied (fille de Herman de Wied)                                   |
| 2    | Marie d’Édimbourg | Marie de Saxe-Cobourg-Gotha Née le 29 octobre 1875 à Eastwell — Morte le 18 juillet 1938 à Sinaia | 10 octobre 1914 — 20 juillet 1927 12 ans, 9 mois et 10 jours | Ferdinand Ier | Maison de Saxe-Cobourg-Gotha (fille d'Alfred Ier de Saxe-Cobourg et Gotha) |

## Reine mère de Roumanie

### Maison de Hohenzollern-Sigmaringen
| Rang | Portrait          | Reine                                                                              | Période                                                | Ex-époux | Maison                                                   |
| ---- | ----------------- | ---------------------------------------------------------------------------------- | ------------------------------------------------------ | -------- | -------------------------------------------------------- |
| 1    | Élisabeth de Wied | Hélène de Grèce Née le 2 mai 1896 à Athènes — Morte le 28 novembre 1982 à Lausanne | 8 septembre 1940 — 30 septembre 1947 7 ans et 22 jours | Carol II | Maison de Glücksbourg (fille de Constantin Ier de Grèce) |

## Conjoint du prétendant au trône roumain

### Maison de Hohenzollern-Sigmaringen
| Rang | Portrait      | Personne                                                                         | Période                                                 | Prétendant            | Maison                                                   |
| ---- | ------------- | -------------------------------------------------------------------------------- | ------------------------------------------------------- | --------------------- | -------------------------------------------------------- |
| 3    | Anne de Parme | Anne de Parme Née le 18 septembre 1923 à Paris — Morte le 1er aout 2016 à Morges | 10 juin 1948 — 1er mars 2016 67 ans, 8 mois et 20 jours | Michel Ier            | Maison de Bourbon-Parme (fille de René de Bourbon-Parme) |
| 4    | Prince Radu   | Radu Duda Né le 7 juin 1960 à Iași                                               | Depuis le 1er mars 2016 9 ans et 7 jours                | Margareta de Roumanie |                                                          |